# جایزه حلقه منتقدان فیلم نیویورک برای بهترین بازیگر نقش اول مرد
جایزه حلقه منتقدان نیویورک برای بهترین بازیگر نقش اول مرد (انگلیسی: New York Film Critics Circle Award for Best Actor) جایزه‌ای است که «حلقه منتقدان فیلم نیویورک»، از سال ۱۹۳۵ میلادی، به بهترین بازیگر نقش اول مرد اهدا می‌نمایند. اولین برندهٔ این جایزه، «چارلز لوتن» بابت ایفای نقش در دو فیلمِ «راگلزهای رد گپ» و «شورش در بونتی» بود.

## برندگان جایزه
برندگان جایزه اسکارِ همان سال با علامت ستاره (*) مشخص شده‌اند:

### دههٔ ۱۹۳۰
| سال  | برنده         | فیلم                        | نفش            |
| ---- | ------------- | --------------------------- | -------------- |
| ۱۹۳۵ | چارلز لوتن    | شورش در بونتی               | ویلیام بلای    |
| ۱۹۳۵ | چارلز لوتن    | راگلزهای رد گپ              | مارمادوک راگلز |
| ۱۹۳۶ | والتر هیوستون | دادزوورث                    | سَم دادزوُرث     |
| ۱۹۳۷ | پل مونی       | زندگی امیل زولا             | امیل زولا      |
| ۱۹۳۸ | جیمز کاگنی    | فرشتگانی با چهره‌های کثیف    | راکی سالیوان   |
| ۱۹۳۹ | جیمز استوارت  | آقای اسمیت به واشنگتن می‌رود | جفرسون اسمیث   |

### دههٔ ۱۹۴۰
| سال  | برنده             | فیلم                       | نفش                            |
| ---- | ----------------- | -------------------------- | ------------------------------ |
| ۱۹۴۰ | چارلی چاپلین      | دیکتاتور بزرگ              | آدنوئید هینکل/یک آرایشگر یهودی |
| ۱۹۴۱ | گری کوپر *        | گروهبان یورک               | آلوین سی یورک                  |
| ۱۹۴۲ | جیمز کاگنی *      | احمق آمریکایی خوش‌تیپ       | جورج ام کوهن                   |
| ۱۹۴۳ | پل لوکاس *        | تماشای راین                | کورت مولر                      |
| ۱۹۴۴ | بری فیتزجرالد     | به راه خود می‌روم           | پدر روحانی فیتزگیبون           |
| ۱۹۴۵ | ری میلند *        | تعطیلی ازدست‌رفته           | دان بیرنام                     |
| ۱۹۴۶ | لارنس الیویه      | هنری پنجم                  | هنری پنجم                      |
| ۱۹۴۷ | ویلیام پاول       | زندگی با پدر               | کلارنس دِی سینیور               |
| ۱۹۴۷ | ویلیام پاول       | The Senator Was Indiscreet | ملوین جی اشتون                 |
| ۱۹۴۸ | لارنس الیویه *    | هملت                       | هملت                           |
| ۱۹۴۹ | برودریک کرافورد * | تمام مردان شاه             | ویلی استارک                    |

### دههٔ ۱۹۵۰
| سال  | برنده            | فیلم              | نفش            |
| ---- | ---------------- | ----------------- | -------------- |
| ۱۹۵۰ | گریگوری پک       | دوازده ساعت پرواز | فرانک سَوِج      |
| ۱۹۵۱ | آرتور کندی       | پیروزی درخشان     | لری نِوینس      |
| ۱۹۵۲ | رالف ریچاردسون   | دیوار صوتی        | جان ریجفیلد    |
| ۱۹۵۳ | برت لنکستر       | از اینجا تا ابدیت | میلتون واردن   |
| ۱۹۵۴ | مارلون براندو *  | در بارانداز       | تری ملوی       |
| ۱۹۵۵ | ارنست بورگناین * | مارتی             | مارتی پیلتی    |
| ۱۹۵۶ | کرک داگلاس       | شور زندگی         | ونسان ون گوگ   |
| ۱۹۵۷ | الک گینس *       | پل رودخانه کوای   | سرهنگ نیکولسون |
| ۱۹۵۸ | دیوید نیون *     | میزهای تک‌نفره     | انگس پالک      |
| ۱۹۵۹ | جیمز استوارت     | تشریح یک قتل      | پل بیگلر       |

### دههٔ ۱۹۶۰
| سال  | برنده                                          | فیلم                                           | نفش                                            |
| ---- | ---------------------------------------------- | ---------------------------------------------- | ---------------------------------------------- |
| ۱۹۶۰ | برت لنکستر *                                   | المر گنتری                                     | المر گنتری                                     |
| ۱۹۶۱ | ماکسیمیلیان شل *                               | محاکمه در نورنبرگ                              | هانس رولف                                      |
| ۱۹۶۲ | جایزه‌ای اهدا نشد. (بدلیل اعتصاب روزنامه‌نگاران) | جایزه‌ای اهدا نشد. (بدلیل اعتصاب روزنامه‌نگاران) | جایزه‌ای اهدا نشد. (بدلیل اعتصاب روزنامه‌نگاران) |
| ۱۹۶۳ | آلبرت فینی                                     | تام جونز                                       | تام جونز                                       |
| ۱۹۶۴ | رکس هریسون *                                   | بانوی زیبای من                                 | هنری هیگیس                                     |
| ۱۹۶۵ | اسکار ورنر                                     | کشتی احمق‌ها                                    | ویلی شومان                                     |
| ۱۹۶۶ | پل اسکوفیلد *                                  | مردی برای تمام فصول                            | تامس مور                                       |
| ۱۹۶۷ | راد استایگر *                                  | در گرمای شب                                    | بیل گیلسپی                                     |
| ۱۹۶۸ | آلن آرکین                                      | The Heart Is a Lonely Hunter                   | جان سینگر                                      |
| ۱۹۶۹ | جان ویت                                        | کابوی نیمه‌شب                                   | جو باک                                         |

### دههٔ ۱۹۷۰
| سال  | برنده          | فیلم                 | نفش               |
| ---- | -------------- | -------------------- | ----------------- |
| ۱۹۷۰ | جرج سی. اسکات* | پاتون                | جورج پاتون        |
| ۱۹۷۱ | جین هکمن *     | ارتباط فرانسوی       | جیمی «پاپ‌آی» دویل |
| ۱۹۷۲ | لارنس الیویه   | کارآگاه              | اندرو وایک        |
| ۱۹۷۳ | مارلون براندو  | آخرین تانگو در پاریس | پُل                |
| ۱۹۷۴ | جک نیکلسون     | محله چینی‌ها          | جِیک «جِی.جِی» گیتز  |
| ۱۹۷۴ | جک نیکلسون     | آخرین مأموریت        | بیلی بودوسکی      |
| ۱۹۷۵ | جک نیکلسون *   | دیوانه از قفس پرید   | رندل مک‌مورفی      |
| ۱۹۷۶ | رابرت د نیرو   | راننده تاکسی         | تراویس بیکل       |
| ۱۹۷۷ | جان گیلگد      | پراویدنس             | کلایو لنگام       |
| ۱۹۷۸ | جان ویت *      | بازگشت به وطن        | لوک مارتین        |
| ۱۹۷۹ | داستین هافمن * | کرامر علیه کرامر     | تد کریمر          |

### دههٔ ۱۹۸۰
| سال  | برنده            | فیلم                    | نفش                |
| ---- | ---------------- | ----------------------- | ------------------ |
| ۱۹۸۰ | رابرت د نیرو *   | گاو خشمگین              | جِیک لاموتا         |
| ۱۹۸۱ | برت لنکستر       | شهر آتلانتیک            | لو پاسکال          |
| ۱۹۸۲ | بن کینگزلی *     | گاندی                   | ماهاتما گاندی      |
| ۱۹۸۳ | رابرت دووال *    | بخشش‌های محبت‌آمیز        | مک اِسلج            |
| ۱۹۸۴ | استیو مارتین     | All of Me               | راجر کاب           |
| ۱۹۸۵ | جک نیکلسون       | شرافت پریتزی            | چارلی پارتانا      |
| ۱۹۸۶ | باب هاسکینز      | مونا لیزا               | جورج مورتول        |
| ۱۹۸۷ | جک نیکلسون       | اخبار تلویزیون          | بیل روریچ          |
| ۱۹۸۷ | جک نیکلسون       | آیرن‌وید                 | فرانسیس فلان       |
| ۱۹۸۷ | جک نیکلسون       | The Witches of Eastwick | داریل فن هورن      |
| ۱۹۸۸ | جرمی آیرونز      | شباهت کامل              | بورلی و الیوت منتل |
| ۱۹۸۹ | دانیل دی-لوئیس * | پای چپ من               | کریستی برآون       |

### دههٔ ۱۹۹۰
| سال  | برنده            | فیلم            | نفش                |
| ---- | ---------------- | --------------- | ------------------ |
| ۱۹۹۰ | رابرت د نیرو     | بیداری‌ها        | لئونارد لو         |
| ۱۹۹۰ | رابرت د نیرو     | رفقای خوب       | جیمی کانوِی         |
| ۱۹۹۱ | آنتونی هاپکینز * | سکوت بره‌ها      | هانیبال لکتر       |
| ۱۹۹۲ | دنزل واشنگتن     | مالکوم ایکس     | مالکوم ایکس        |
| ۱۹۹۳ | دیوید تیولیس     | برهنه           | جانی               |
| ۱۹۹۴ | پل نیومن         | هیچ‌کس احمق نیست | سالی سالیوان       |
| ۱۹۹۵ | نیکولاس کیج *    | ترک لاس وگاس    | بن سندرسِن          |
| ۱۹۹۶ | جفری راش *       | درخشیدن         | دیوید هلفگات       |
| ۱۹۹۷ | پیتر فوندا       | طلای اولی       | اولیس «اولی» جکسون |
| ۱۹۹۸ | نیک نولتی        | رنج             | وِید وایت‌هاوس       |
| ۱۹۹۹ | ریچارد فارنزورث  | داستان استریت   | آلوین استرایت      |

### دههٔ ۲۰۰۰
| سال  | برنده            | فیلم                   | نقش                       |
| ---- | ---------------- | ---------------------- | ------------------------- |
| ۲۰۰۰ | تام هنکس         | دورافتاده              | چاک نولند                 |
| ۲۰۰۱ | تام ویلکینسون    | در اتاق خواب           | مَت فاولر                  |
| ۲۰۰۲ | دانیل دی-لوئیس   | دار و دسته‌های نیویورکی | ویلیام «بیل بوچر» کاتلینگ |
| ۲۰۰۳ | بیل مری          | گمشده در ترجمه         | باب هریس                  |
| ۲۰۰۴ | پل جیاماتی       | راه‌های فرعی            | مایلز ریموند              |
| ۲۰۰۵ | هیث لجر          | کوهستان بروکبک         | انیس دل مار               |
| ۲۰۰۶ | فارست ویتاکر *   | آخرین پادشاه اسکاتلند  | عیدی امین                 |
| ۲۰۰۷ | دانیل دی-لوئیس * | خون به پا خواهد شد     | دانیل پلین‌ویوو            |
| ۲۰۰۸ | شان پن *         | میلک                   | هاروی میلک                |
| ۲۰۰۹ | جرج کلونی        | آقای فاکس شگفت‌انگیز    | آقای فاکس                 |
| ۲۰۰۹ | جرج کلونی        | بالا در آسمان          | رایان بینگام              |

### دههٔ ۲۰۱۰
| سال  | برنده            | فیلم                    | نقش                   |
| ---- | ---------------- | ----------------------- | --------------------- |
| ۲۰۱۰ | کالین فرث *      | سخنرانی پادشاه          | جرج ششم               |
| ۲۰۱۱ | برد پیت          | مانیبال                 | بیلی بین              |
| ۲۰۱۱ | برد پیت          | درخت زندگی              | آقای اوبراین          |
| ۲۰۱۲ | دانیل دی-لوئیس * | لینکلن                  | آبراهام لینکلن        |
| ۲۰۱۳ | رابرت ردفورد     | همه چیز از دست رفته است | آور مَن                |
| ۲۰۱۴ | تیموتی اسپال     | آقای ترنر               | ویلیام ترنر           |
| ۲۰۱۵ | مایکل کیتون      | اسپات‌لایت               | والتر رابی رابینسون   |
| ۲۰۱۶ | کیسی افلک *      | منچستر بای د سی         | لی چندلر              |
| ۲۰۱۷ | تیموتی شالامی    | مرا با نامت صدا کن      | الیو پرلمن            |
| ۲۰۱۸ | ایثن هاک         | نخستین اصلاح‌شده         | پدر روحانی ارنست تولر |
| ۲۰۱۹ | آنتونیو باندراس  | درد و شکوه              | سالوادور مالو         |

### دههٔ ۲۰۲۰
| سال  | برنده           | فیلم             | نقش           |
| ---- | --------------- | ---------------- | ------------- |
| ۲۰۲۰ | دلروی لیندو     | ۵ هم‌خون          | پال           |
| ۲۰۲۱ | بندیکت کامبربچ  | قدرت سگ          | فیل بربنک     |
| ۲۰۲۲ | کالین فارل      | بعد از یانگ      | جیک           |
| ۲۰۲۲ | کالین فارل      | بنشی‌های اینیشرین | پاریک سولیبان |
| ۲۰۲۳ | فرانتس روگوفسکی | Passages         | توماس         |
| ۲۰۲۴ | آدرین برودی     | بروتالیست        | لاسلو توت     |